# Mons Meg
Mons Meg er en middelalderlig bombard, der hører til Royal Armouries' samling. Den er udlånt til Historic Scotland og står på Edinburgh Castle i Skotland. Løbet er 4,6 m langt med en diameter på 510 mm. Det gør den til en af verdens største kanoner målt på kaliber.
Mons Meg blev fremstillet i 1449 på ordre fra Filip den Gode, hertug af Burgund og blev sendt som gave til Jakob 2. af Skotland i 1454. Bombarden blev anvendt til belejringer til midten af 1500-tallet, hvorefter den kun blev affyret ved ceremonielle begivnheder. I 1680 brast løbet, hvorefter den var ubrugelig. Kanonen blev på Edinburgh Castle til 1754, hvor den sammen med en række andre våben blev flyttet til Tower of London. Sir Walter Scott og andre agiterede for, at den skulle flyttes tilbage. Det blev den i 1829. Mons Meg er restaureret, og den står nu udstillet på fæstningen i Edinburgh.